# 上海轨道交通18号线
上海轨道交通18号线，连接中国上海市宝山区长江南路站至浦东新区航头站，是上海地铁运营的南北走向地铁线路，全长36.715公里，共设26座车站，于2020年12月26日通车运营。

## 概览
18号线途径宝山区、杨浦区、浦东新区。一期工程从长江南路到航头，全长36.715公里，全程地下，设车站26座，工程总投资393.09亿元。于2016年5月正式开工，2020年12月26日起开通试运营南段15.925公里（御桥至航头）。2021年12月30日开通试运营北段20.79公里。二期工程从长江南路到康文路，全长8.1公里，全程地下，设车站6座，工程总投资126.07亿元，已于2021年6月28日开工，预计2025年底投入运营。三期工程康文路至南陈路尚在规划中。
根据“国家发改委关于上海市城市轨道交通近期建设规划（2010－2015年）的批复”，上海轨道交通18号线原定为2011年至2016年建设，规划线路从场北路至航头，长44.3公里，设车站30座。实际公布的一期工程与发改委批复的建设规划有所区别，工程起点变为长江南路站；线路长度减少7.5km；长江南路至航头段增设3座车站，全线取消2座车站，车站总数增加1座；沿康沈路、航鹤路线路走向调整为沿沪南公路走行；下盐公路以南，沿航鹤路段至终点站区段敷设方式由高架调整为地下；定修段和主变选址位置调整。一期工程规划起于宝山区长江南路，沿长江南路—何家湾路—国权北路—国权路—江浦路—穿越黄浦江—民生路—世纪公园—白杨路—莲溪路—御青路—沪南公路，终于浦东新区的航头站，其中越黄浦江段与江浦路隧道共建，江浦路隧道将于丹阳路站、昌邑路站附近上穿18号线。
2015年11月10日，18号线二期工程开始进行工程勘察及设计招标，二期全地下线正线长6.97km。二期工程起于一期工程长江南路，沿长江南路-郁江巷路-长江西路建设，共设5站及1个停车场。2017年3月2日 二期工程（长江南路站—康宁路站）选线专项规划（草案）向社会公示，与之前方案相比，撤销了原规划的终点站场北路站，新增了康宁路站作为终点站，并预留进一步向西延伸的可能性。2020年12月29日，二期工程（长江南路站—大康路站）选线专项规划调整（草案）公示，线路由原来的沿长江西路走行改为沿呼兰路走行。

## 车辆
18号线列车采用A型车6节编组，设计时速80 km/h，为VVVF交流传动，设计寿命30年。
| 名称  | 制造商           | 车辆编成            | 制造年代  | 车辆总数          | 上线时间    | 昵称   |
| ----- | ---------------- | ------------------- | --------- | ----------------- | ----------- | ------ |
| 18A01 | 中车株洲电力机车 | 6A(Tc+Mp+M+M+Mp+Tc) | 2019-2020 | 50列(18001-18050) | 2020/12/26- | 闪电侠 |
| 18A02 | 中车株洲电力机车 | 6A(Tc+Mp+M+M+Mp+Tc) | 2024-2025 | 6列(18051-18056)  | 2025/08/02- |        |

### 18A01型电动客车

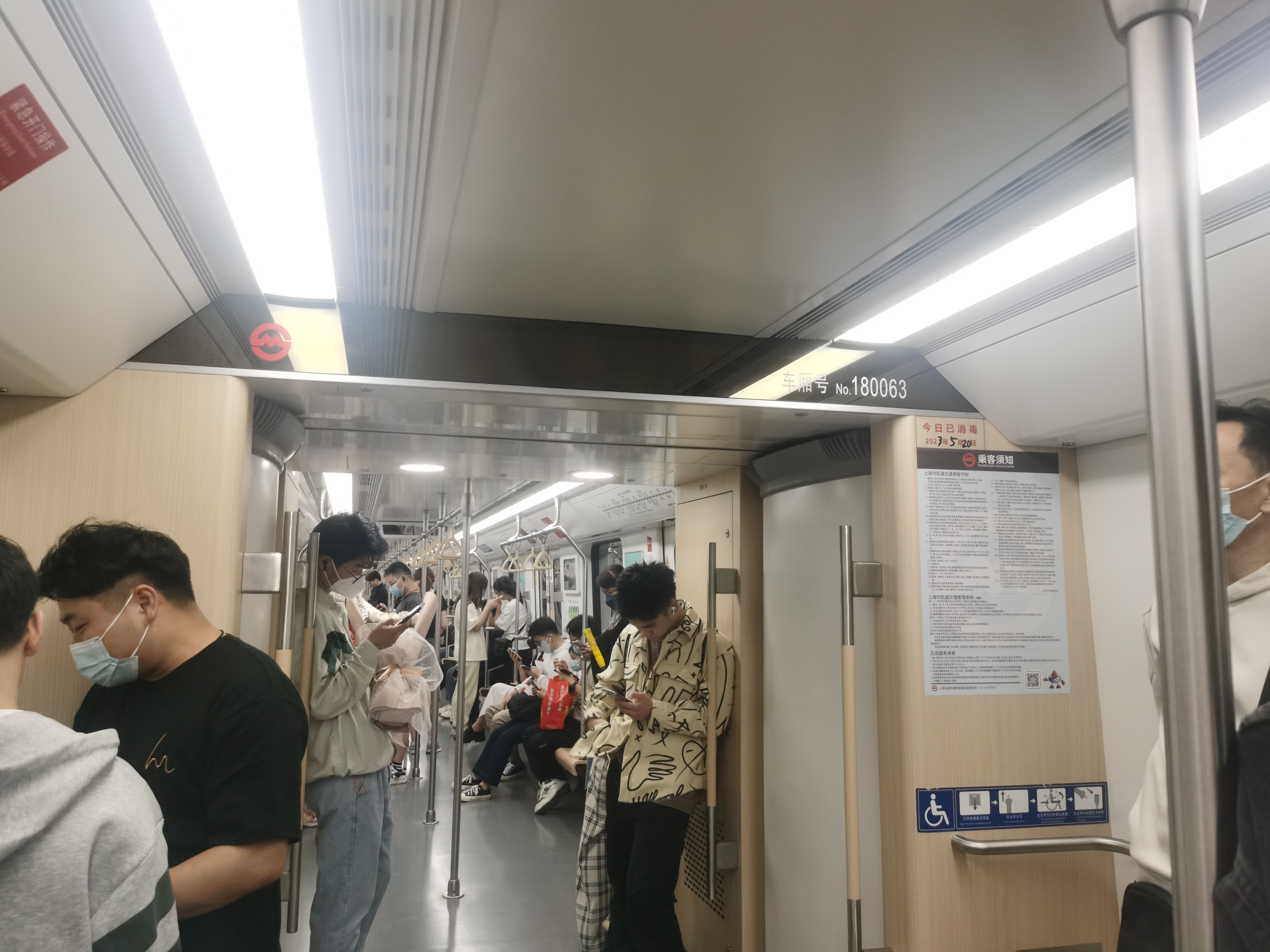
18A01型列车车厢

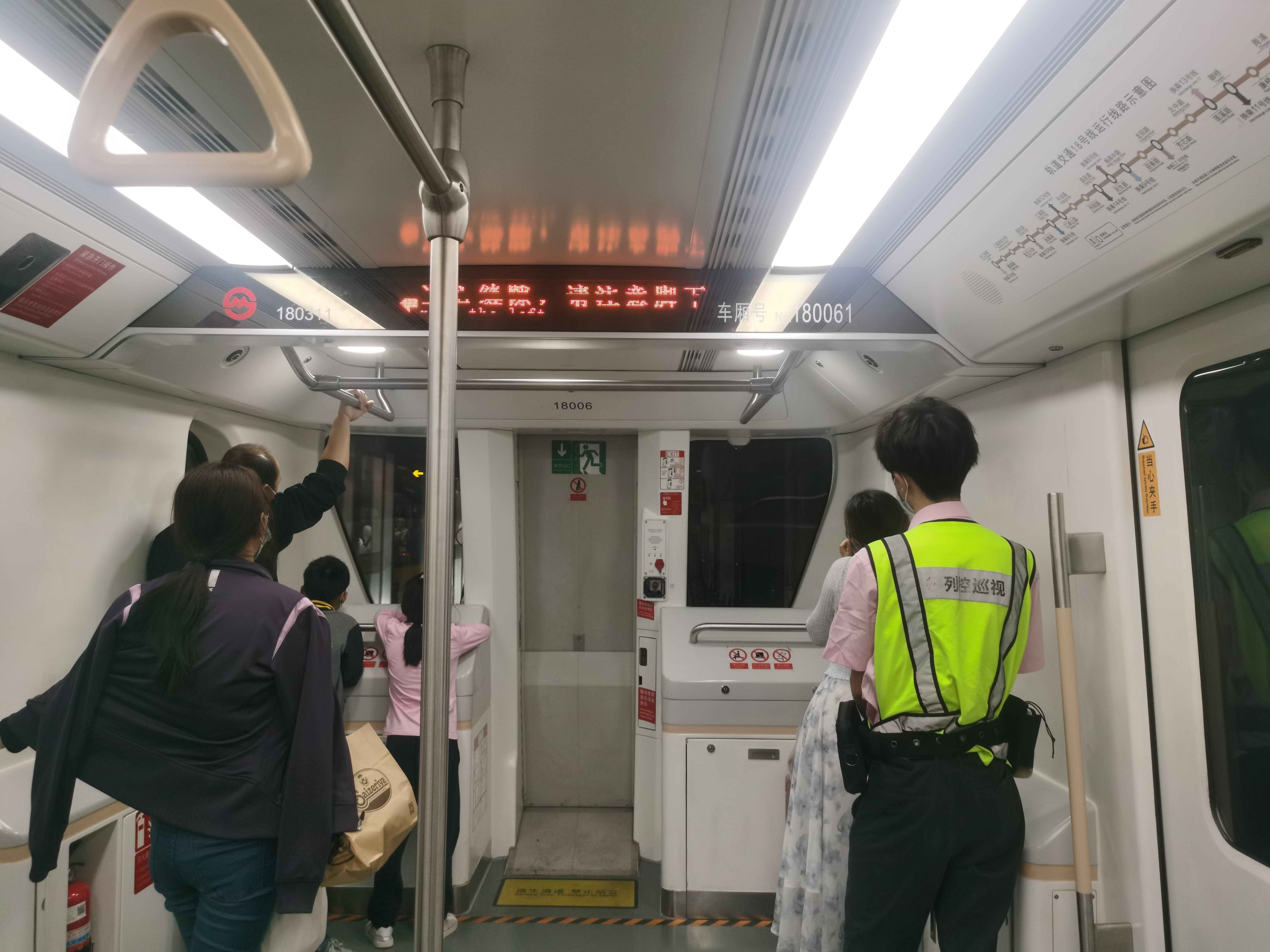
18A01型列车前端

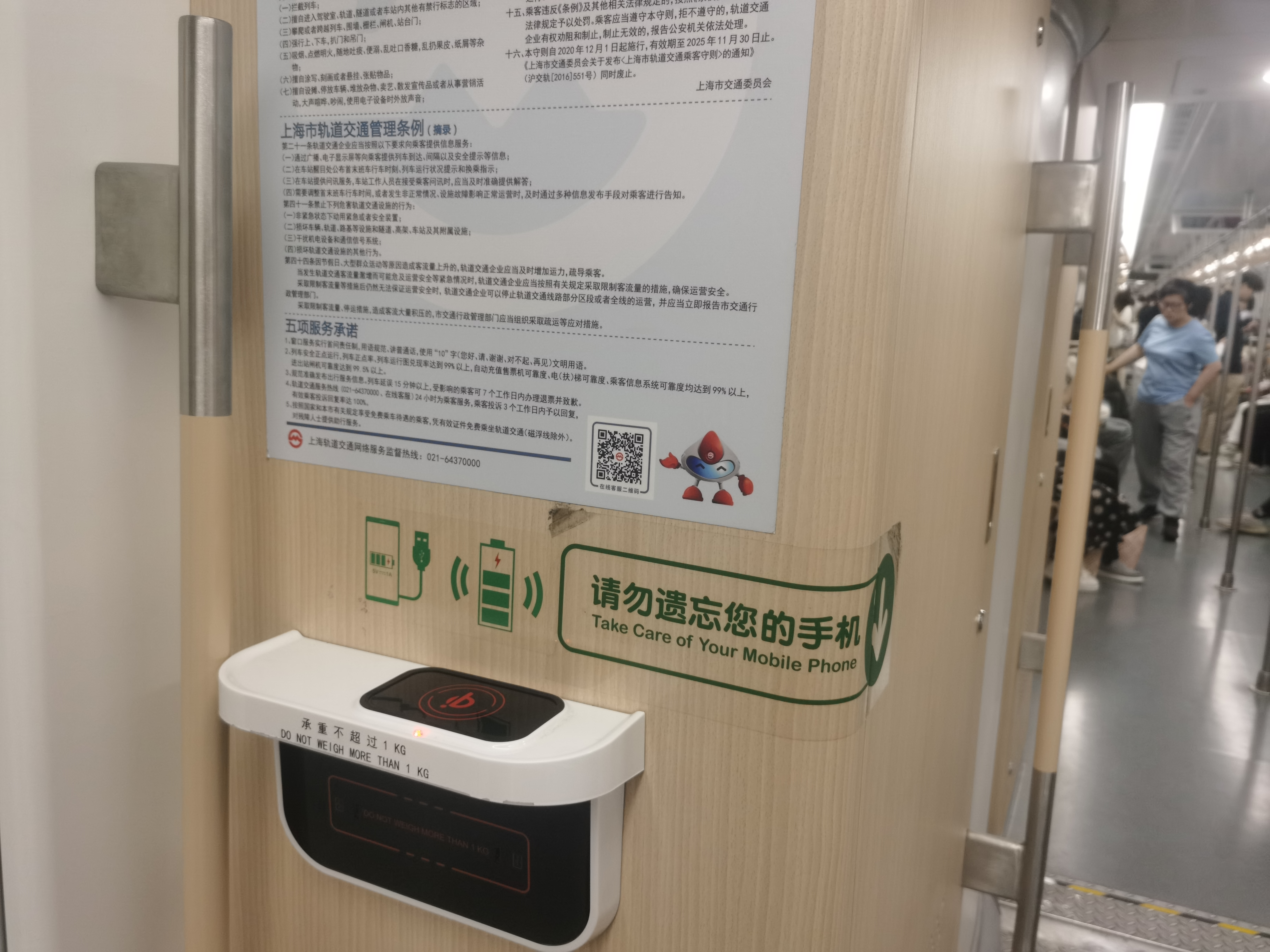
18A01型列车每节车厢配有无线充电座

- 列车车身以银、黑色为主色调，车身两边各有一条橙色波浪形饰带。列车为6节编组，在照明色温、空调制冷方面采用人性化的设计。每节车厢配有一个无线充电座，下方配备有USB接口。该列车拥有GOA4的全自动驾驶系統，可自动唤醒、自动运行、自动折返[10]。

## 車站一覽

### 换乘站
- 1118御桥 — 换乘11号线 站厅换乘
- 1318莲溪路 — 换乘13号线 垂直换乘
- 271618-磁浮龙阳路 — 换乘2号线、7号线、16号线 通道换乘，转乘磁浮线
- 918杨高中路 — 换乘9号线 通道换乘
- 618民生路 — 换乘6号线 通道换乘
- 1418昌邑路 — 换乘14号线 垂直换乘
- 1218江浦公园 — 换乘12号线 垂直换乘
- 818江浦路 — 换乘8号线 垂直换乘
- 1018国权路 — 换乘10号线 站厅换乘
- 318长江南路 — 换乘3号线 通道换乘

### 未來换乘站
- 1820上海財經大學 — 换乘20号线 站厅换乘
- 1819江楊南路 — 换乘19号线 站厅换乘
- 118呼兰路 — 换乘1号线 通道换乘

### 车站列表

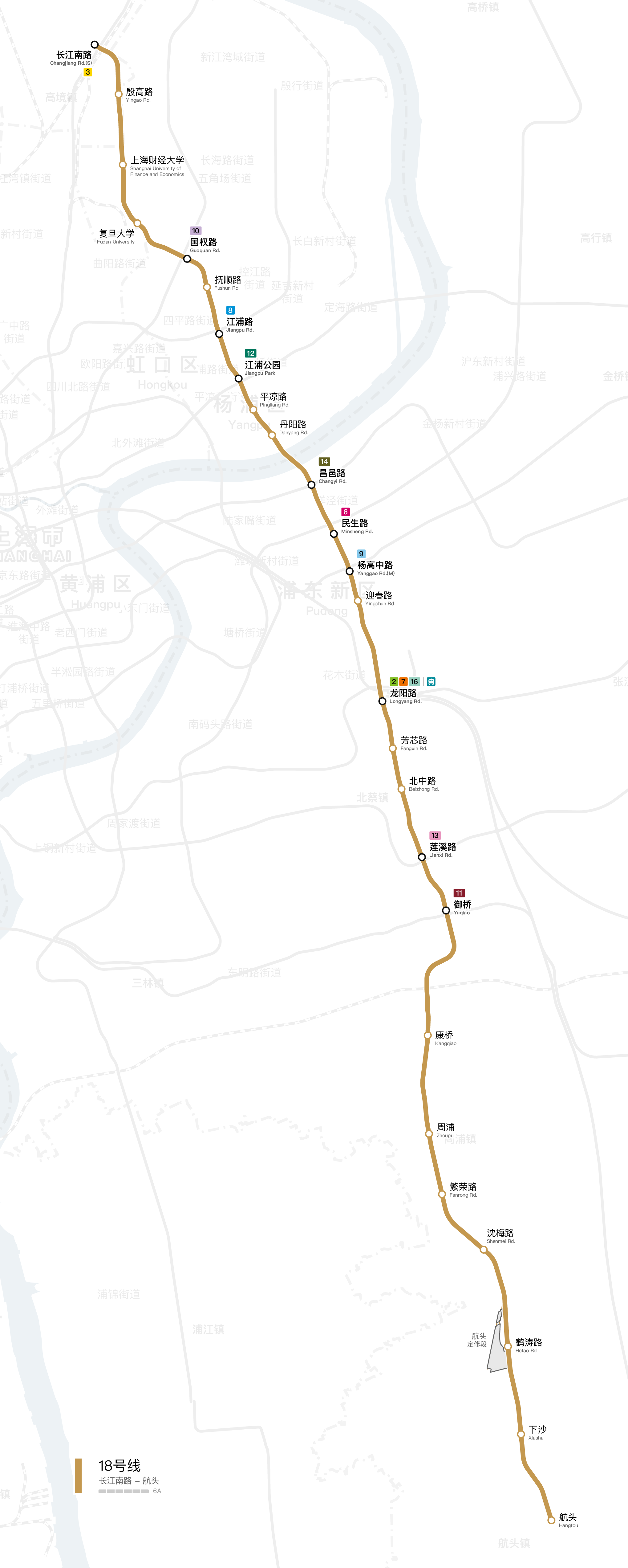
上海轨道交通18号线运营线路图

| 阶段 | 站名         | 里程 （米） | 站间距 （米） | 换乘路线                             | 所在地   | 车站形式           | 开门方向注1                       |
| ---- | ------------ | ----------- | ------------- | ------------------------------------ | -------- | ------------------ | --------------------------------- |
| 一期 | 航头         | 0           | -             | —                                    | 浦东新区 | 地下二层岛式       | 左侧                              |
| 一期 | 下沙         | 2008        | 2008          | —                                    | 浦东新区 | 地下二层岛式       | 左侧                              |
| 一期 | 鹤涛路       | 4003        | 1996          | —                                    | 浦东新区 | 地下二层岛式       | 左侧                              |
| 一期 | 沈梅路       | 6326        | 2322          | —                                    | 浦东新区 | 地下二层岛式       | 左侧                              |
| 一期 | 繁荣路       | 7875        | 1549          | —                                    | 浦东新区 | 地下二层岛式       | 左侧                              |
| 一期 | 周浦         | 9232        | 1358          | —                                    | 浦东新区 | 地下二层岛式       | 左侧                              |
| 一期 | 康桥         | 11440       | 2207          | —                                    | 浦东新区 | 地下二层岛式       | 左侧                              |
| 一期 | 御桥         | 14470       | 3030          | █ 11号线                             | 浦东新区 | 地下三层间隔侧式   | 左侧(长江南路方向) 右侧(航头方向) |
| 一期 | 莲溪路       | 15811       | 1342          | █ 13号线                             | 浦东新区 | 地下三层岛式       | 左侧                              |
| 一期 | 北中路       | 17320       | 1509          | —                                    | 浦东新区 | 地下二层岛式       | 左侧                              |
| 一期 | 芳芯路       | 18274       | 954           | —                                    | 浦东新区 | 地下三层岛式       | 左侧                              |
| 一期 | 龙阳路       | 19398       | 1124          | █ 2号线 █ 7号线 █ 16号线 █ 磁浮线注2 | 浦东新区 | 地下三层岛式       | 左侧                              |
| 一期 | 迎春路       | 21673       | 2275          | —                                    | 浦东新区 | 地下二层岛式       | 左侧                              |
| 一期 | 杨高中路     | 22305       | 633           | █ 9号线                              | 浦东新区 | 地下三层岛式       | 左侧                              |
| 一期 | 民生路       | 23234       | 928           | █ 6号线                              | 浦东新区 | 地下三层岛式       | 左侧                              |
| 一期 | 昌邑路       | 24423       | 1189          | █ 14号线                             | 浦东新区 | 地下五层岛式       | 左侧                              |
| 一期 | 丹阳路       | 25857       | 1434          | —                                    | 杨浦区   | 地下三层岛式       | 左侧                              |
| 一期 | 平凉路       | 26605       | 748           | —                                    | 杨浦区   | 地下二层一岛一侧式 | 左侧(航头方向) 右侧(长江南路方向) |
| 一期 | 江浦公园     | 27313       | 709           | █ 12号线                             | 杨浦区   | 地下三层岛式       | 左侧                              |
| 一期 | 江浦路       | 28432       | 1118          | █ 8号线                              | 杨浦区   | 地下二层岛式       | 左侧                              |
| 一期 | 抚顺路       | 29504       | 1072          | —                                    | 杨浦区   | 地下三层岛式       | 左侧                              |
| 一期 | 国权路       | 30319       | 815           | █ 10号线                             | 杨浦区   | 地下三层岛式       | 左侧                              |
| 一期 | 复旦大学     | 31740       | 1422          | —                                    | 杨浦区   | 地下三层岛式       | 左侧                              |
| 一期 | 上海财经大学 | 33086       | 1346          | █ 20号线（在建）                     | 杨浦区   | 地下二层岛式       | 左侧                              |
| 一期 | 殷高路       | 34622       | 1536          | —                                    | 宝山区   | 地下二层岛式       | 左侧                              |
| 一期 | 长江南路     | 36108       | 1485          | █ 3号线                              | 宝山区   | 地下二层岛式       | 左侧                              |
| 二期 | 通南路       | 37296       | 1189          | —                                    | 宝山区   | 地下三层岛式       | 左侧                              |
| 二期 | 长江西路     | 38260       | 964           | —                                    | 宝山区   | 地下二层岛式       | 左侧                              |
| 二期 | 江杨南路     | 39511       | 1251          | █ 19号线（在建）                     | 宝山区   | 地下二层岛式       | 左侧                              |
| 二期 | 爱辉路       | 41280       | 1769          | —                                    | 宝山区   | 地下三层岛式       | 左侧                              |
| 二期 | 呼兰路       | 42646       | 1366          | █ 1号线                              | 宝山区   | 地下二层岛式       | 左侧                              |
| 二期 | 康文路       | 44220       | 1574          | —                                    | 宝山区   | 地下二层岛式       | 左侧                              |
| 三期 | 大場機場     |             |               | —                                    | 宝山区   |                    |                                   |
| 三期 | 南陳路       |             |               | █ 7号线                              | 宝山区   |                    |                                   |

- 注1：相对列车运行方向而言。
- 注2：龙阳路站为18号线与磁浮线的转乘站，乘坐里程不连续计算，需出站另行购票。

## 沿革
- 2013年8月13日 一期工程报建[1]
- 2014年1月29日 专项规划公示[5]
- 2014年7月3日 一期工程环境影响评价公示[11]
- 2014年8月12日 一期工程环境影响评价第二次公示[12]
- 2014年10月20日 一期工程环境影响评价报批前公示[13]
- 2014年11月29日 上海市环保局受理环境影响评价报告书
- 2014年12月26日 上海市环保局批准18号线一期工程环境影响报告书
- 2014年12月31日 上海市发改委批复18号线一期工程可行性研究报告[14]
- 2015年12月7日 二期工程环境影响评价公示[15]
- 2016年5月12日 迎春路站工地上的连续墙顺利浇筑完成，标志着18号线正式开工[16]
- 2017年3月2日 二期工程（长江南路站—康宁路站）选线专项规划（草案）公示[17]
- 2018年4月9日 二期工程环境影响评价第二次公示[18]
- 2020年9月24日 （御桥站—航头站）进入多车信号试运行演练阶段[19]
- 2020年10月29日 一期北段全线结构贯通[20]
- 2020年12月26日 一期南段御桥站—航头站通車
- 2020年12月29日 二期工程（长江南路站—大康路站）选线专项规划调整（草案公示）[21]
- 2021年3月31日 一期北段轨道实现全线贯通[20]
- 2021年4月6日 二期工程环境影响评价首次公示[22]
- 2021年4月21日 一期北段列车上线“热滑”试验顺利完成[23]
- 2021年4月22日 二期工程环境影响评价报批前公示[22]
- 2021年5月12日 宝山区环保局受理二期工程环境影响评价报告书[24]
- 2021年5月24日 上海市发改委批复18号线二期工程可行性研究报告[25]
- 2021年6月2日 宝山区环保局批准二期工程环境影响评价报告书[26]
- 2021年6月28日 二期工程开工[27]
- 2021年9月5日 二期工程进入土建施工阶段[28]
- 2021年9月24日 一期北段开始空载试运行[29]
- 2021年12月30日 一期北段開通[3]

## 争议

### 南段走向争议
2014年公布的地铁18号线规划，引发了一些争议，话题集中在南段走向从最初的康沈公路调整为沪南公路，牵涉到御桥站以南的康桥镇、周浦镇、航头镇境内站点位置的变更。在公示期间收到有关咨询、意见或建议的电话约300个、电子邮件约3000封，超过了之前公示的14号线，其中至少有三分之一是关于线路走向的。业内人士表示，线路更改应该是一个综合平衡的结果，考虑到施工可行性、线路对地区发展支撑作用、对交通改善的作用等多个方面。

### 北段规划争议
2009年显示的线路规划从宝山区场北路到浦东新区航头，长度44.3公里，车站30座。而2014年公布的一期工程为长江南路至航头站，线路长度减少7.5公里，长江南路站以北走向需要作进一步调整，不列入一期工程。根据示意图，宝山区境内的“建设规划线路北段”为长江南路站向西至场北路站，而“宝山区建议走向”为从长江南路站向北往吴淞方向延伸，两者存在出入。长江南路站以北段的搁置和调整引发了沿线居民的争论。
在上海轨道交通第三期建设规划中，19号线代替了18号线往吴淞方面的延伸线路，故18号线二期恢复为沿长江西路向西走行。由于需要与长江西路快速路共建，最终调整为穿过长江西路沿呼兰路走行。环评文件中将调整原因描述为“长江西路快速路实施存在维稳矛盾突出的问题”。